# Regionalne Kompleksowe Partnerstwo Gospodarcze
Regionalne Kompleksowe Partnerstwo Gospodarcze – porozumienie o wolnym handlu, zawarte między krajami azjatycko-oceanicznymi (Australia, Brunei, Kambodża, Chiny, Indonezja, Japonia, Laos, Malezja, Mjanma, Nowa Zelandia, Filipiny, Singapur, Korea Południowa, Tajlandia, Wietnam) w celu utworzenia największej na świecie strefy wolnego handlu i zwiększenia konkurencyjności gospodarek państw członkowskich. Wszystkie kraje, współtworzące układ, stanowią razem ok. 30% światowej populacji (ponad 2 miliardy ludzi), a także 30% światowego PKB (stan na 2020 rok), co czyni ich największym tego typu blokiem w historii.
Umowa została podpisana w ramach 37. szczytu Stowarzyszenia Narodów Azji Południowo-Wschodniej w Hanoi. Poprzedzona była ośmioletnimi negocjacjami, zainicjowanymi przez stronę chińską, pragnącą bronić swoich interesów przed coraz bardziej angażującymi się w regionie Stanami Zjednoczonymi.
Dodatkowo umowa ma na celu ożywienie łańcuchów dostawczych, które zostały osłabione w wyniku pandemii koronawirusa i towarzyszącego jej kryzysu.